# Corte de Peleas
Corte de Peleas je španělské město situované v provincii Badajoz (autonomní společenství Extremadura).

## Poloha
Obec je vzdálena 30 km od města Badajoz. Patří do okresu Tierra de Barros a soudního okresu Almendralejo. Nachází se zde barokní kostel zasvěcený Marii Egyptské.

## Historie
V roce 1834 se obec stává součástí soudního okresu Almendralejo. V roce 1842 čítala obec 19 usedlostí a 69 obyvatel.

## Odkazy

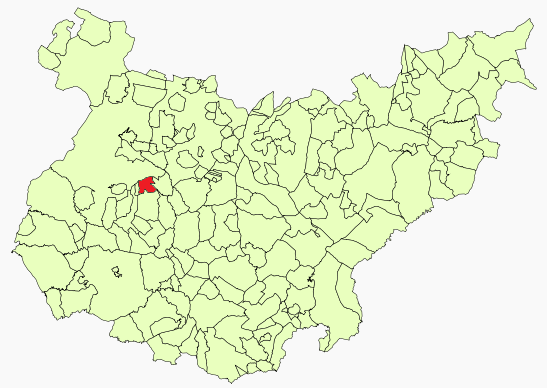
Poloha obce v provincii Badajoz

## Demografie
| Populace obce Corte de Peleas z let (1842–2010) | Populace obce Corte de Peleas z let (1842–2010) | Populace obce Corte de Peleas z let (1842–2010) | Populace obce Corte de Peleas z let (1842–2010) | Populace obce Corte de Peleas z let (1842–2010) | Populace obce Corte de Peleas z let (1842–2010) | Populace obce Corte de Peleas z let (1842–2010) | Populace obce Corte de Peleas z let (1842–2010) | Populace obce Corte de Peleas z let (1842–2010) | Populace obce Corte de Peleas z let (1842–2010) | Populace obce Corte de Peleas z let (1842–2010) | Populace obce Corte de Peleas z let (1842–2010) | Populace obce Corte de Peleas z let (1842–2010) | Populace obce Corte de Peleas z let (1842–2010) | Populace obce Corte de Peleas z let (1842–2010) | Populace obce Corte de Peleas z let (1842–2010) | Populace obce Corte de Peleas z let (1842–2010) | Populace obce Corte de Peleas z let (1842–2010) |
| ----------------------------------------------- | ----------------------------------------------- | ----------------------------------------------- | ----------------------------------------------- | ----------------------------------------------- | ----------------------------------------------- | ----------------------------------------------- | ----------------------------------------------- | ----------------------------------------------- | ----------------------------------------------- | ----------------------------------------------- | ----------------------------------------------- | ----------------------------------------------- | ----------------------------------------------- | ----------------------------------------------- | ----------------------------------------------- | ----------------------------------------------- | ----------------------------------------------- |
| 1842                                            | 1857                                            | 1860                                            | 1877                                            | 1887                                            | 1897                                            | 1900                                            | 1910                                            | 1920                                            | 1930                                            | 1940                                            | 1950                                            | 1960                                            | 1970                                            | 1981                                            | 1991                                            | 2001                                            | 2010                                            |
| 69                                              | 504                                             | 435                                             | 733                                             | 997                                             | 945                                             | 1 058                                           | 1 244                                           | 1 657                                           | 968                                             | 1 217                                           | 1 564                                           | 1 423                                           | 1 366                                           | 1 290                                           | 1 262                                           | 1 294                                           | 1 316                                           |